# Afrikanska mästerskapet i fotboll 1984
Afrikanska mästerskapet i fotboll 1984 spelades i Elfenbenskusten. Precis som under 1982 års turnering deltog åtta lag i två fyralagsgrupper där de två bästa i varje grupp gick till semifinal. Kamerun vann finalmatchen mot Nigeria med 3–1.

## Deltagande lag
- Egypten (Nionde deltagandet i afrikanska mästerskapet i fotboll)
- Ghana (Åttonde deltagandet i afrikanska mästerskapet i fotboll)
- Elfenbenskusten (Sjätte deltagandet i afrikanska mästerskapet i fotboll)
- Nigeria (Sjätte deltagandet i afrikanska mästerskapet i fotboll)
- Algeriet (Fjärde deltagandet i afrikanska mästerskapet i fotboll)
- Kamerun (Fjärde deltagandet i afrikanska mästerskapet i fotboll)
- Togo (Andra deltagandet i afrikanska mästerskapet i fotboll)
- Malawi (Första deltagandet i afrikanska mästerskapet i fotboll)

## Gruppspel

### Grupp A
| Lag             | S | V | O | F | GM | IM | MS | P |
| --------------- | - | - | - | - | -- | -- | -- | - |
| Egypten         | 3 | 2 | 1 | 0 | 3  | 1  | +2 | 5 |
| Kamerun         | 3 | 2 | 0 | 1 | 6  | 2  | +4 | 4 |
| Elfenbenskusten | 3 | 1 | 0 | 2 | 4  | 4  | 0  | 2 |
| Togo            | 3 | 0 | 1 | 2 | 1  | 7  | −6 | 1 |

|  | 4 mars 1984 | Elfenbenskusten               | 3 – 0           | Togo | Stade Félix Houphouët-Boigny, Abidjan           |                                                 |
|  |             | Koffi 27′ Fofana 62′ Goba 75′ | (1 – 0) Rapport |      | Publik: 50 000 Domare: Ali Bennaceur (Tunisien) | Publik: 50 000 Domare: Ali Bennaceur (Tunisien) |
|  |             |                               |                 |      | Publik: 50 000 Domare: Ali Bennaceur (Tunisien) | Publik: 50 000 Domare: Ali Bennaceur (Tunisien) |
|  |             |                               |                 |      | Publik: 50 000 Domare: Ali Bennaceur (Tunisien) | Publik: 50 000 Domare: Ali Bennaceur (Tunisien) |

|  | 4 mars 1984 | Egypten      | 1 – 0           | Kamerun | Stade Félix Houphouët-Boigny, Abidjan                |                                                      |
|  |             | Abouzeid 78′ | (0 – 0) Rapport |         | Publik: 50 000 Domare: Gebreyesus Tesfaye (Etiopien) | Publik: 50 000 Domare: Gebreyesus Tesfaye (Etiopien) |
|  |             |              |                 |         | Publik: 50 000 Domare: Gebreyesus Tesfaye (Etiopien) | Publik: 50 000 Domare: Gebreyesus Tesfaye (Etiopien) |
|  |             |              |                 |         | Publik: 50 000 Domare: Gebreyesus Tesfaye (Etiopien) | Publik: 50 000 Domare: Gebreyesus Tesfaye (Etiopien) |

|  | 7 mars 1984 | Kamerun                              | 4 – 1           | Togo          | Stade Félix Houphouët-Boigny, Abidjan |                |
|  |             | Djonkep 7′ Abega 21′, 61′ Aoudou 45′ | (3 – 0) Rapport | Moutairou 56′ | Publik: 15 000                        | Publik: 15 000 |
|  |             |                                      |                 |               | Publik: 15 000                        | Publik: 15 000 |
|  |             |                                      |                 |               | Publik: 15 000                        | Publik: 15 000 |

|  | 7 mars 1984 | Elfenbenskusten | 1 – 2           | Egypten           | Stade Félix Houphouët-Boigny, Abidjan                 |                                                       |
|  |             | Miézan 53′      | (0 – 0) Rapport | Abouzeid 66′, 72′ | Publik: 40 000 Domare: Edwin Picon-Ackong (Mauritius) | Publik: 40 000 Domare: Edwin Picon-Ackong (Mauritius) |
|  |             |                 |                 |                   | Publik: 40 000 Domare: Edwin Picon-Ackong (Mauritius) | Publik: 40 000 Domare: Edwin Picon-Ackong (Mauritius) |
|  |             |                 |                 |                   | Publik: 40 000 Domare: Edwin Picon-Ackong (Mauritius) | Publik: 40 000 Domare: Edwin Picon-Ackong (Mauritius) |

|  | 10 mars 1984 | Egypten | 0 – 0   | Togo | Stade Félix Houphouët-Boigny, Abidjan              |                                                    |
|  |              |         | Rapport |      | Publik: 40 000 Domare: Frank Valdemarca (Zimbabwe) | Publik: 40 000 Domare: Frank Valdemarca (Zimbabwe) |
|  |              |         |         |      | Publik: 40 000 Domare: Frank Valdemarca (Zimbabwe) | Publik: 40 000 Domare: Frank Valdemarca (Zimbabwe) |
|  |              |         |         |      | Publik: 40 000 Domare: Frank Valdemarca (Zimbabwe) | Publik: 40 000 Domare: Frank Valdemarca (Zimbabwe) |

|  | 10 mars 1984 | Elfenbenskusten | 0 – 2           | Kamerun               | Stade Félix Houphouët-Boigny, Abidjan            |                                                  |
|  |              |                 | (0 – 1) Rapport | Milla 42′ Djonkep 61′ | Publik: 40 000 Domare: Mohamed Larache (Marocko) | Publik: 40 000 Domare: Mohamed Larache (Marocko) |
|  |              |                 |                 |                       | Publik: 40 000 Domare: Mohamed Larache (Marocko) | Publik: 40 000 Domare: Mohamed Larache (Marocko) |
|  |              |                 |                 |                       | Publik: 40 000 Domare: Mohamed Larache (Marocko) | Publik: 40 000 Domare: Mohamed Larache (Marocko) |

### Grupp B
| Lag      | S | V | O | F | GM | IM | MS | P |
| -------- | - | - | - | - | -- | -- | -- | - |
| Algeriet | 3 | 2 | 1 | 0 | 5  | 0  | +5 | 5 |
| Nigeria  | 3 | 1 | 2 | 0 | 4  | 3  | +1 | 4 |
| Ghana    | 3 | 1 | 0 | 2 | 2  | 4  | −2 | 2 |
| Malawi   | 3 | 0 | 1 | 2 | 2  | 6  | −4 | 1 |

|  | 5 mars 1984 | Ghana          | 1 – 2           | Nigeria                | Stade Bouaké, Bouaké                        |                                             |
|  |             | Opoku N'ti 19′ | (1 – 2) Rapport | Nwosu 13′ Ehilegbu 31′ | Publik: 10 000 Domare: Dodou N'Jie (Gambia) | Publik: 10 000 Domare: Dodou N'Jie (Gambia) |
|  |             |                |                 |                        | Publik: 10 000 Domare: Dodou N'Jie (Gambia) | Publik: 10 000 Domare: Dodou N'Jie (Gambia) |
|  |             |                |                 |                        | Publik: 10 000 Domare: Dodou N'Jie (Gambia) | Publik: 10 000 Domare: Dodou N'Jie (Gambia) |

|  | 5 mars 1984 | Algeriet                             | 3 – 0           | Malawi | Stade Bouaké, Bouaké                         |                                              |
|  |             | Bouiche 29′ Belloumi 36′ Fergani 38′ | (3 – 0) Rapport |        | Publik: 10 000 Domare: Bakary Sarr (Senegal) | Publik: 10 000 Domare: Bakary Sarr (Senegal) |
|  |             |                                      |                 |        | Publik: 10 000 Domare: Bakary Sarr (Senegal) | Publik: 10 000 Domare: Bakary Sarr (Senegal) |
|  |             |                                      |                 |        | Publik: 10 000 Domare: Bakary Sarr (Senegal) | Publik: 10 000 Domare: Bakary Sarr (Senegal) |

|  | 8 mars 1984 | Malawi                   | 2 – 2           | Nigeria         | Stade Bouaké, Bouaké                              |                                                   |
|  |             | Waya 7′ (str.) Msiya 35′ | (2 – 2) Rapport | Temile 39′, 41′ | Publik: 15 000 Domare: Hassan Abdel Hafiz (Sudan) | Publik: 15 000 Domare: Hassan Abdel Hafiz (Sudan) |
|  |             |                          |                 |                 | Publik: 15 000 Domare: Hassan Abdel Hafiz (Sudan) | Publik: 15 000 Domare: Hassan Abdel Hafiz (Sudan) |
|  |             |                          |                 |                 | Publik: 15 000 Domare: Hassan Abdel Hafiz (Sudan) | Publik: 15 000 Domare: Hassan Abdel Hafiz (Sudan) |

|  | 8 mars 1984 | Algeriet                | 2 – 0           | Ghana | Stade Bouaké, Bouaké                            |                                                 |
|  |             | Menad 75′ Bensaoula 85′ | (0 – 0) Rapport |       | Publik: 15 000 Domare: Mohamed Bahhou (Marocko) | Publik: 15 000 Domare: Mohamed Bahhou (Marocko) |
|  |             |                         |                 |       | Publik: 15 000 Domare: Mohamed Bahhou (Marocko) | Publik: 15 000 Domare: Mohamed Bahhou (Marocko) |
|  |             |                         |                 |       | Publik: 15 000 Domare: Mohamed Bahhou (Marocko) | Publik: 15 000 Domare: Mohamed Bahhou (Marocko) |

|  | 11 mars 1984 | Algeriet | 0 – 0   | Nigeria | Stade Bouaké, Bouaké                        |                                             |
|  |              |          | Rapport |         | Publik: 3 000 Domare: Karim Camara (Guinea) | Publik: 3 000 Domare: Karim Camara (Guinea) |
|  |              |          |         |         | Publik: 3 000 Domare: Karim Camara (Guinea) | Publik: 3 000 Domare: Karim Camara (Guinea) |
|  |              |          |         |         | Publik: 3 000 Domare: Karim Camara (Guinea) | Publik: 3 000 Domare: Karim Camara (Guinea) |

|  | 11 mars 1984 | Ghana       | 1 – 0           | Malawi | Stade Bouaké, Bouaké                              |                                                   |
|  |              | Amphadu 32′ | (1 – 0) Rapport |        | Publik: 3 000 Domare: Salem Mohamed Adal (Libyen) | Publik: 3 000 Domare: Salem Mohamed Adal (Libyen) |
|  |              |             |                 |        | Publik: 3 000 Domare: Salem Mohamed Adal (Libyen) | Publik: 3 000 Domare: Salem Mohamed Adal (Libyen) |
|  |              |             |                 |        | Publik: 3 000 Domare: Salem Mohamed Adal (Libyen) | Publik: 3 000 Domare: Salem Mohamed Adal (Libyen) |

## Utslagsspel
|  | Semifinaler       | Semifinaler       |   |                   | Final             | Final |  |
|  |                   |                   |   |                   |                   |       |  |
|  | 14 mars – Abidjan |                   |   |                   |                   |       |  |
|  | Egypten           | 2 (7)             |   |                   |                   |       |  |
|  | Nigeria (str)     | 2 (8)             |   |                   |                   |       |  |
|  |                   |                   |   |                   |                   |       |  |
|  |                   |                   |   |                   | 18 mars – Abidjan |       |  |
|  |                   |                   |   |                   | Nigeria           | 1     |  |
|  |                   | Kamerun           | 3 |                   |                   |       |  |
|  |                   |                   |   |                   |                   |       |  |
|  |                   |                   |   |                   |                   |       |  |
|  |                   |                   |   |                   | Bronsmatch        |       |  |
|  | 14 mars – Abidjan | 14 mars – Abidjan |   | 17 mars – Abidjan | 17 mars – Abidjan |       |  |
|  | Algeriet          | 0 (4)             |   | Egypten           | 1                 |       |  |
|  | Kamerun (str)     | 0 (5)             |   |                   | Algeriet          | 3     |  |

### Semifinaler
|  | 14 mars 1984             | Egypten                   | 2 – 2 (e.fl.) | Nigeria                   | Stade Félix Houphouët-Boigny, Abidjan       |                                             |
|  |                          | Suleiman 25′ Abouzeid 38′ | (2 – 1)       | Keshi 43′ (str.) Bala 75′ | Publik: 15 000 Domare: Dodou N'Jie (Gambia) | Publik: 15 000 Domare: Dodou N'Jie (Gambia) |
|  |                          |                           |               |                           | Publik: 15 000 Domare: Dodou N'Jie (Gambia) | Publik: 15 000 Domare: Dodou N'Jie (Gambia) |
|  | Straffsparksläggning 7–8 |                           |               |                           | Publik: 15 000 Domare: Dodou N'Jie (Gambia) | Publik: 15 000 Domare: Dodou N'Jie (Gambia) |

|          | 14 mars 1984             | Algeriet | 0 – 0 (e.fl.) | Kamerun | Stade Félix Houphouët-Boigny, Abidjan                 |  |
|          |                          |          |               |         | Publik: 15 000 Domare: Edwin Picon-Ackong (Mauritius) |  |
|          |                          |          |               |         |                                                       |  |
| Guendouz | Straffsparksläggning 4–5 |          |               |         |                                                       |  |

### Bronsmatch
|  | 17 mars 1984 | Algeriet                         | 3 – 1           | Egypten               | Stade Félix Houphouët-Boigny, Abidjan         |                                               |
|  |              | Madjer 67′ Belloumi 70′ Yahi 88′ | (0 – 0) Rapport | Abdelghani 74′ (str.) | Publik: 500 Domare: Mohamed Larache (Marocko) | Publik: 500 Domare: Mohamed Larache (Marocko) |
|  |              |                                  |                 |                       | Publik: 500 Domare: Mohamed Larache (Marocko) | Publik: 500 Domare: Mohamed Larache (Marocko) |
|  |              |                                  |                 |                       | Publik: 500 Domare: Mohamed Larache (Marocko) | Publik: 500 Domare: Mohamed Larache (Marocko) |

### Final
|  | 17 mars 1984 | Kamerun                           | 3 – 1           | Nigeria   | Stade Félix Houphouët-Boigny, Abidjan           |                                                 |
|  |              | N'Djeya 32′ Abega 79′ Ebongué 84′ | (1 – 1) Rapport | Lawal 10′ | Publik: 27 456 Domare: Ali Bennaceur (Tunisien) | Publik: 27 456 Domare: Ali Bennaceur (Tunisien) |
|  |              |                                   |                 |           | Publik: 27 456 Domare: Ali Bennaceur (Tunisien) | Publik: 27 456 Domare: Ali Bennaceur (Tunisien) |
|  |              |                                   |                 |           | Publik: 27 456 Domare: Ali Bennaceur (Tunisien) | Publik: 27 456 Domare: Ali Bennaceur (Tunisien) |

## Vinnare
| Mästare i afrikanska mästerskapet 1984        |
| --------------------------------------------- |
| Kameruns herrlandslag i fotboll Första titeln |

## Målgörare
4 mål
| - Taher Abouzeid |

3 mål
| - Théophile Abéga |

2 mål
| - Lakhdar Belloumi | - Bonaventure Djonkep | - Clement Temile |

1 mål
| - Tedj Bensaoula - Nasser Bouiche - Ali Fergani - Rabah Madjer - Djamel Menad - Hocine Yahi - Ibrahim Aoudou - Ernest Ebongué - René Ndjeya | - Youssouf Fofana - Michel Goba - Tia Koffi - Pascal Miezan - Magdi Abdelghani - Imad Suleiman - Seth Amphadu - Samuel Opoku N'ti | - Clifton Msiya - Harry Waya - Ali Bala - Shipozor Ehilegbu - Stephen Keshi - Muda Lawal - Henry Nwosu - Moutairou Rafiou |